# Больяско
Больяско (італ. Bogliasco, ліг. Boggiasco) — муніципалітет в Італії, у регіоні Лігурія,  метрополійне місто Генуя.
Больяско розташоване на відстані близько 400 км на північний захід від Рима, 12 км на схід від Генуї.
Населення — 4496 осіб (2014).
Щорічний фестиваль відбувається 16 липня. Покровитель — Madonna del Carmine.

## Демографія
Населення за роками:

Станом на 1 січня 2023 року в муніципалітеті офіційно проживали 202 іноземці з 46 країн, серед них 65 громадян країн Євросоюзу та 11 громадян України.

## Сусідні муніципалітети
- Генуя
- П'єве-Лігуре
- Сорі